# ゴースト&レディ (劇団四季)
『ゴースト&レディ』（ゴーストアンドレディ）は、藤田和日郎の漫画作品『黒博物館ゴースト アンド レディ』を原作とする劇団四季が制作および上演する一般向けのオリジナルミュージカル作品である。

## 概要
2023年4月10日に劇団四季より上演決定が発表され、2024年5月6日に開幕すると発表された。
2023年10月31日に発表された2024年ラインナップでは、11月11日まで上演することが発表され
2024年11月10日(東京公演前楽)及び11月11日(千秋楽)には両公演同じキャストでライブ配信が実施された。
2024年6月28日に名古屋公演が2025年5月に、大阪公演が同年冬に上演決定されたことが発表された。

## スタッフ
原作：藤田和日郎「黒博物館ゴースト アンド レディ」
演出：スコット・シュワルツ
脚本・歌詞：高橋知伽江
作曲・編曲：富貴晴美
音楽監督：鎮守めぐみ
振付：チェイス・ブロック
イリュージョン：クリス・フィッシャー
装置デザイン：松井るみ
衣装デザイン：レッラ・ディアッツ
擬闘：栗原直樹
照明デザイン：紫藤正樹
映像：松澤延拓
演出補：山下純輝
振付補：加藤久美子
イリュージョン補：リアルマジシャン RYOTA
技術監督：真継史香
副技術監督：福永泰晴
演出補アシスタント：玉城任
編曲アシスタント：安井恵一、柴入彩乃、森 花音
装置アシスタント：平山正太郎、都倉宏一朗、小池 柊
擬闘アシスタント：西村聡、太田周作、佃井皆美
映像アシスタント：堀田 創、高田里美
映像デザイナー：松尾佑一郎、中澤裕季、大内春菜、谷口 綾、平澤達朗

## ミュージカル・ナンバー
| 幕    | 場         | 曲名                                       | キャスト                                                              |
| ----- | ---------- | ------------------------------------------ | --------------------------------------------------------------------- |
| 第1幕 | プロローグ | 奇跡の夜に                                 | グレイ                                                                |
| 第1幕 | 第1場      | カゴの鳥の願い                             | フロー                                                                |
| 第1幕 | 第1場      | 私の使命                                   | アン、フロー、グレイ                                                  |
| 第1幕 | 第2場      | 俺は違う                                   | グレイ、ゴーストたち                                                  |
| 第1幕 | 第3場      | サムシング・フォー                         | アレックス                                                            |
| 第1幕 | 第3場      | 看護婦なんて                               | フローの父、フローの母、フローの姉、フロー                            |
| 第1幕 | 第3場      | 絶望のどん底で                             | グレイ、フロー                                                        |
| 第1幕 | 第4場      | 国は責任をとれ                             | ラッセル、読者たち、 ハーバート戦時大臣、レディ・エリザベス           |
| 第1幕 | 第4場      | 走る雲を追いかけて                         | フロー、看護婦たち                                                    |
| 第1幕 | 第5場      | 助けはいらない                             | メンジーズ、軍医たち、フロー、看護婦たち                              |
| 第1幕 | 第5場      | 世界一効く薬は                             | フロー、看護婦たち、傷病兵たち、エイミー                              |
| 第1幕 | 第5場      | これが戦争なのだ                           | ホール                                                                |
| 第1幕 | 第5場      | あなたの物語                               | フロー                                                                |
| 第1幕 | 第5場      | あの女は最悪                               | グレイ、ゴーストたち                                                  |
| 第1幕 | 第5場      | あなたが遠くて                             | エイミー                                                              |
| 第1幕 | 第6場      | これが戦争なのだ（リプライズ）             | ホール、フィッツジェラルド                                            |
| 第1幕 | 第7場      | サムシング・フォー（アレックスリプライズ） | アレックス                                                            |
| 第1幕 | 第7場      | 不思議な絆                                 | フロー、グレイ                                                        |
| 第2幕 |            | アントラクト                               |                                                                       |
| 第2幕 | 第1場      | さあ 言え！                                | ボブ、グレイ                                                          |
| 第2幕 | 第2場      | ランプを持ったレディ                       | 傷病兵たち、フロー                                                    |
| 第2幕 | 第2場      | 限りなき感謝を                             | ヴィクトリア女王、お付きの人たち、読者たち                            |
| 第2幕 | 第3場      | 呪いと栄光                                 | デオン                                                                |
| 第2幕 | 第4場      | あなたが遠くて（リプライズ）               | エイミー、アレックス                                                  |
| 第2幕 | 第4場      | 裏切りの人生                               | グレイ、 青年ジャック、 シャーロット、常連客たち、酒場の歌手、 フロー |
| 第2幕 | 第5場      | 奇跡の夜に（リプライズ）                   | グレイ                                                                |
| 第2幕 | 第5場      | 裏切りの人生（リプライズ）                 | グレイ                                                                |
| 第2幕 | 第6場      | 走る雲を追いかけて（リプライズ）           | グレイ、フロー、看護婦たち、ボブ、ラッセル                            |
| 第2幕 | 第7場      | 偽善者と呼ばれても                         | ホール、フロー、デオン、グレイ                                        |
| 第2幕 | 第8場      | 限りなき感謝を（リプライズ）               | 新聞売り、街の人達                                                    |
| 第2幕 | 第10場     | サムシング・フォー（グレイリプライズ）     | グレイ                                                                |
| 第2幕 | エピローグ | 不思議な絆（リプライズ）                   | グレイ                                                                |

## キャスト

### メインキャスト
| 役柄                                                    | 俳優名     | 初出演日      | 初出演地       |
| ------------------------------------------------------- | ---------- | ------------- | -------------- |
| フロー （フローレンス・ナイチンゲール）                 | 谷原志音   | 2024年5月6日  | 四季劇場［秋］ |
| フロー （フローレンス・ナイチンゲール）                 | 真瀬はるか | 2024年5月14日 | 四季劇場［秋］ |
| フロー （フローレンス・ナイチンゲール）                 | 町島智子   | 2025年5月14日 | 名古屋四季劇場 |
| グレイ                                                  | 萩原隆匡   | 2024年5月6日  | 四季劇場［秋］ |
| グレイ                                                  | 金本泰潤   | 2024年5月14日 | 四季劇場［秋］ |
| グレイ                                                  | 加藤迪     | 2025年5月14日 | 名古屋四季劇場 |
| ジョン・ホール                                          | 瀧山久志   | 2024年5月6日  | 四季劇場［秋］ |
| ジョン・ホール                                          | 野中万寿夫 | 2024年5月14日 | 四季劇場［秋］ |
| ジョン・ホール                                          | 芝清道     | 2025年5月14日 | 名古屋四季劇場 |
| デオン・ド・ボーモン                                    | 岡村美南   | 2024年5月6日  | 四季劇場［秋］ |
| デオン・ド・ボーモン                                    | 宮田愛     | 2024年5月14日 | 四季劇場［秋］ |
| アレックス・モートン                                    | ペジェヨン | 2024年5月6日  | 四季劇場［秋］ |
| アレックス・モートン                                    | 寺元健一郎 | 2024年5月14日 | 四季劇場［秋］ |
| アレックス・モートン                                    | 分部惇平   | 2025年5月14日 | 名古屋四季劇場 |
| エイミー                                                | 木村奏絵   | 2024年5月6日  | 四季劇場［秋］ |
| エイミー                                                | 町島智子   | 2024年5月14日 | 四季劇場［秋］ |
| エイミー                                                | 竹田理央   | 2025年5月11日 | 名古屋四季劇場 |
| エイミー                                                | 柴本優澄美 | 2025年5月14日 | 名古屋四季劇場 |
| ウィリアム・ラッセル （ウィリアム・ハワード・ラッセル） | 内田圭     | 2024年5月6日  | 四季劇場［秋］ |
| ウィリアム・ラッセル （ウィリアム・ハワード・ラッセル） | 長尾哲平   | 2024年5月14日 | 四季劇場［秋］ |
| ボブ （ロバート・ロビンソン）                           | 平田了祐   | 2024年5月6日  | 四季劇場［秋］ |
| ボブ （ロバート・ロビンソン）                           | 菱山亮祐   | 2024年5月14日 | 四季劇場［秋］ |
| ボブ （ロバート・ロビンソン）                           | 緒方隆成   | 2025年5月14日 | 名古屋四季劇場 |

※太字はオリジナルキャスト

### その他キャスト
| アンサンブル      | 役柄                        | 俳優名     | 初出演日      | 初出演地       |
| ----------------- | --------------------------- | ---------- | ------------- | -------------- |
| 男性アンサンブル1 | ハーバート戦時大臣          | 味方隆司   | 2024年5月6日  | 四季劇場［秋］ |
| 男性アンサンブル1 | ハーバート戦時大臣          | 飯村和也   | 2024年5月14日 | 四季劇場［秋］ |
| 男性アンサンブル2 | フィッツジェラルド          | 中田雄太   | 2024年5月6日  | 四季劇場［秋］ |
| 男性アンサンブル2 | フィッツジェラルド          | 安田颯汰   | 2024年5月14日 | 四季劇場［秋］ |
| 男性アンサンブル2 | フィッツジェラルド          | 佐瀨龍城   | 2025年5月14日 | 名古屋四季劇場 |
| 男性アンサンブル3 | フローの父                  | 平良交一   | 2024年5月6日  | 四季劇場［秋］ |
| 男性アンサンブル3 | フローの父                  | 澁谷智也   | 2024年5月14日 | 四季劇場［秋］ |
| 男性アンサンブル4 | メンジーズ                  | 塚田拓也   | 2024年5月6日  | 四季劇場［秋］ |
| 男性アンサンブル4 | メンジーズ                  | 白石拓也   | 2024年5月14日 | 四季劇場［秋］ |
| 男性アンサンブル4 | メンジーズ                  | 黒田大夢   | 2025年5月14日 | 名古屋四季劇場 |
| 男性アンサンブル5 | 男性アンサンブル5           | 小林清孝   | 2024年5月6日  | 四季劇場［秋］ |
| 男性アンサンブル5 | 男性アンサンブル5           | 計倉亘     | 2024年5月14日 | 四季劇場［秋］ |
| 男性アンサンブル6 | 男性アンサンブル6           | 木内和真   | 2024年5月6日  | 四季劇場［秋］ |
| 男性アンサンブル6 | 男性アンサンブル6           | 権頭雄太朗 | 2024年5月14日 | 四季劇場［秋］ |
| 男性アンサンブル7 | 男性アンサンブル7           | 政所和行   | 2024年5月6日  | 四季劇場［秋］ |
| 男性アンサンブル7 | 男性アンサンブル7           | 渡部斗希也 | 2024年5月14日 | 四季劇場［秋］ |
| 男性アンサンブル7 | 男性アンサンブル7           | 松井龍太郎 | 2025年5月14日 | 名古屋四季劇場 |
| 男性アンサンブル8 | 男性アンサンブル8           | 照沼大樹   | 2024年5月6日  | 四季劇場［秋］ |
| 男性アンサンブル8 | 男性アンサンブル8           | 緑川諒人   | 2024年5月14日 | 四季劇場［秋］ |
| 男性アンサンブル8 | 男性アンサンブル8           | 河上知輝   | 2025年5月14日 | 名古屋四季劇場 |
| 男性アンサンブル9 | 男性アンサンブル9           | 吉田功太郎 | 2024年5月6日  | 四季劇場［秋］ |
| 男性アンサンブル9 | 男性アンサンブル9           | 田邊祐真   | 2024年5月14日 | 四季劇場［秋］ |
| 男性アンサンブル9 | 男性アンサンブル9           | 川村英     | 2025年5月14日 | 名古屋四季劇場 |
| 女性アンサンブル1 | ヴィクトリア女王/フローの母 | 近藤きらら | 2024年5月6日  | 四季劇場［秋］ |
| 女性アンサンブル1 | ヴィクトリア女王/フローの母 | 鳥原ゆきみ | 2024年5月14日 | 四季劇場［秋］ |
| 女性アンサンブル2 | フローの姉                  | 持田紗希   | 2024年5月6日  | 四季劇場［秋］ |
| 女性アンサンブル2 | フローの姉                  | 菩提行     | 2024年5月14日 | 四季劇場［秋］ |
| 女性アンサンブル3 | レディ・エリザベス          | 原田真理   | 2024年5月6日  | 四季劇場［秋］ |
| 女性アンサンブル3 | レディ・エリザベス          | あべゆき   | 2024年5月14日 | 四季劇場［秋］ |
| 女性アンサンブル7 | シャーロット                | 町真理子   | 2024年5月6日  | 四季劇場［秋］ |
| 女性アンサンブル7 | シャーロット                | 松山育恵   | 2024年5月14日 | 四季劇場［秋］ |
| 女性アンサンブル4 | 女性アンサンブル4           | 潮崎亜耶   | 2024年5月6日  | 四季劇場［秋］ |
| 女性アンサンブル4 | 女性アンサンブル4           | 大岡紋     | 2024年5月14日 | 四季劇場［秋］ |
| 女性アンサンブル5 | 女性アンサンブル5           | 矢鳴優花   | 2024年5月6日  | 四季劇場［秋］ |
| 女性アンサンブル5 | 女性アンサンブル5           | 村田繭菜   | 2024年5月14日 | 四季劇場［秋］ |
| 女性アンサンブル6 | アン                        | 竹田理央   | 2024年5月6日  | 四季劇場［秋］ |
| 女性アンサンブル6 | アン                        | 清水智紗子 | 2024年5月14日 | 四季劇場［秋］ |
| 女性アンサンブル8 | 女性アンサンブル8           | 奥平光紀   | 2024年5月6日  | 四季劇場［秋］ |
| 女性アンサンブル8 | 女性アンサンブル8           | 馬場杏奈   | 2024年5月14日 | 四季劇場［秋］ |
| 女性アンサンブル9 | 女性アンサンブル9           | 織田なつ美 | 2024年5月6日  | 四季劇場［秋］ |
| 女性アンサンブル9 | 女性アンサンブル9           | 黒柳安奈   | 2024年5月14日 | 四季劇場［秋］ |

## 上演記録
| 上演初日          | 上演最終日        | 上演地         | 備考       |
| ----------------- | ----------------- | -------------- | ---------- |
| 2024年5月6日      | 2024年11月11日    | 四季劇場［秋］ | 東京初演   |
| 2025年5月11日     | 2025年8月31日予定 | 名古屋四季劇場 | 名古屋初演 |
| 2025年12月7日予定 | 2026年5月17日予定 | 大阪四季劇場   | 大阪初演   |

## キャスト・レコーディング
オリジナル・サウンドトラック（CD）の発売、デジタルアルバムの配信が2024年8月7日にリリースされた。
ミュージカルナンバー28曲に加え、ボーナストラック5曲を収録。
初回製造分はブックレット表紙のロゴが箔押し仕様となっていたが、現在完売。